# Barahona (província)
Barahona é uma província da República Dominicana. Sua capital é a cidade de Barahona.
Barahona foi criada inicialmente como Distrito Marinho (1881), posteriormente foi transformada em Província (novembro de 1907).

## Geografia
Barahona é banhada a leste pelo mar do Caribe. Faz divisa com as províncias de Azua a leste, Pedernales ao sul, Pedernales e Independencia a oeste e Bahoruco ao norte. 
A maior parte da província, em sua porção ocidental, está ocupada pela Serra de Bahoruco. Na divisa com Azua se encontra a Serra Martín García.
O principal rio da província é o Yaque del Sur, seguido do rio Nizaíto. Outros ríos: Palomino, Bahoruco, San Rafael, Sito e Los Patos.

## Demografia
A população de Barahona é quase 190,306 (2009).

### Etnicidade
- 90% negros (iorubás, congoleses, ibos, jejes, fons, uolofes, ifás)
- 10% mulatos e brancos

## Economia

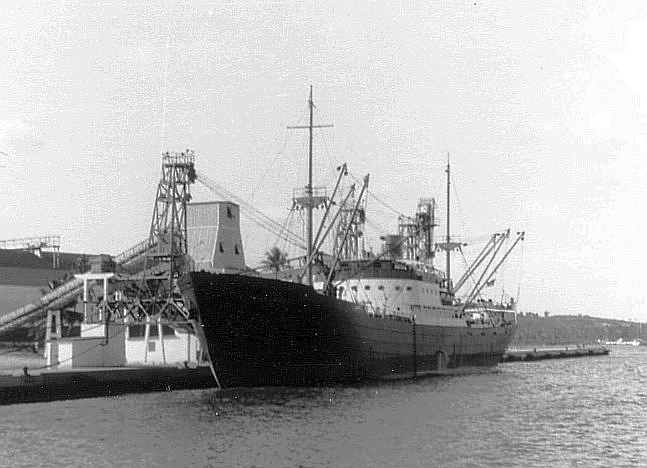
O navio mercante alemão MS Vogelsberg carregamento de açúcar no porto de Santa Cruz de Barahona de 1959

A província possui uma economia diversificada. Os principais produtos agrícolas são o café, banana e cana-de-açúcar.
Outras atividade: extração de sal e gesso, e pesca em toda a costa.

## Turismo
Barahona apresenta numerosos atrativos turísticos, os principais são: As praias, os rios Saladilla, San Rafael e Los Patos e a  Lagoa Rincón o Cabral que atrae observadores de aves.